# История печатной промышленности в Иране
История печатной промышленности в Иране (перс. پیشینه صنعت چاپ در ایران‎, Pishine ye san’ate chap dar Iran) берёт свое начало с пятого века до нашей эры, со времен правления Ахеменидов, когда шахские печати использовались для подтверждения правительственных указов и постановлений.

## Этимология слова печать
В персидский язык слово «печать» (перс. چاپ‎, Chap) вошло в конце седьмого века Хиджры, во времена царствования монгольского хана Гайхату, сына Абака-хана, и было связано с названием бумажных денег, используемых в тот период. Первый печатный станок в Иране был довольно простым, его работа основывалась на прессе и гравировке на плотной коже. Некоторые также полагают, что слово «печать» связано со словом «чехап», что на хинди означает печать изображения на ткани. Кроме того, известный иранский лингвист Али Акбар Деххода также определяет происхождение данного слова от корня «чехап» с санскрита.

## История
Появление первой типографии в Иране относится к периоду Сефевидов, когда армянские священники в Новой Джульфе в Исфахане напечатали множество христианских молитв. По словам двух иностранных путешественников, во время правления Надир-Шаха Афшара в Иране было напечатано и распространено большое количество буклетов и листовок на латинском и арабском языках. Но полноценное формирование и развитие печатная промышленность приобрела только при Аббасе Мирзе. Аббас Мирза ознакомился со многими отраслями промышленностями, развивающимися в Османской империи, так как его новосозданное правительство находилось в непосредственной от неё близости — в городе Тебриз. По этой причине он стал сторонником развития различных передовых идей в военной и политической сфере, также он желал преодолеть существующее отставание своего государства от других стран в различных областях. В тот период типография была нужна для выпуска газет и в особенности научных книг. Это стало возможным при всеобъемлющей поддержке Аббаса Мирзы, который заложил основы книгоиздания на персидском языке посредством ручного набора.

## Основание печатной промышленности в городе Исфахан
Основателем печатной индустрии в городе Исфахан стал армянский архиепископ Хачатур Кесараци. Вместе с еще одним духовным служителем по имени Симон он отправился в Польшу для решения различных проблем армянской общины, в особенности религиозных вопросов. Он планировал открыть первую типографию сразу по приезде в Исфахан. Для этого он направил одного из священнослужителей в Европу, чтобы тот изучил данный вопрос. На основе его наблюдений и объяснений без какого-либо технического опыта армянские монахи Джульфы во главе с Кесараци в течение одного года и пяти месяцев воссоздали большинство инструментов для печати, таких как печатная машина, буквы, и др. Первая книга, напечатанная в Иране, была опубликована в 1638 году под названием «Псалмы Давида». Вторая книга «Гаарец и Цитадель» была опубликована в 1641 году.

## Основание печатной промышленности в городе Тебриз
Аббас Али, наследный принц Фатх Али-шаха, направил несколько иранцев в Европу для изучения печатной индустрии, чтобы впоследствии развивать её на территории своего государства. Первым шагом на пути к этому стал его приказ о доставки из России в Тебриз печатной машины. В 1816 году азербайджанский художник Мирза Зейн аль-Абедин Табризи использовал одну из таких машин в своей работе. Затем данный вид печати был вытеснен, когда в Иране появился способ печати каменным прессом. Многие специалисты, полагают, что причиной этому стала возможность печати разнообразных каллиграфических шрифтов посредством каменного пресса, что в отличие от способа ручного набора придаёт тексту на фарси дополнительную красоту и эстетичность.

## Печать изображений в Иране
Процесс развития печати изображений в Иране относится ко времени правления Мухаммад-шаха. Первой известной опубликованной книгой стало произведение «Лейла и Маджнун», написанное в 1848 году. На четырёх страницах данной книги содержатся 4 изображения, напечатанные с помощью чернил.